# Dimítrios Gaziadis
Dimítrios Gaziadis (grec modern: Δημήτριος Γαζιάδης) (Atenes, 1897 -1961) fou un director de cinema, considerat un dels pioners del cinema grec.

## Biografia
Va estudiar a l'Acadèmia de Belles Arts de Múnic abans d'endinsar-se en el món del cinema. Fou assistent de personalitats com Georg Wilhelm Pabst, Ernst Lubitsch, Alexander Korda Ewald o André Dupont. Va tornar a Grècia després de la Guerra Greco-Turca (1919-1922) com a director de documentals de notícies. Les seves imatges li van servir el 1921-1922 per fer una pel·lícula de propaganda de la derrota grega: El miracle grec (Το Ελληνικόν Θαύμα) que mai va ser distribuïda.
Va crear al costat dels seus germans Kosta (que era operador als Estats Units) i Mikhail productora Dag-Films, responsable de la gran majoria de pel·lícules gregues destacades dels anys 1920. Va continuar produint documentals històrics fins al 1955.

## Filmografia
- 1921 Το Ελληνικόν Θαύμα (El Miracle grec)
- 1927 Les Fêtes delphiques
- 1927 Έρως και κύματα
- 1929 Το λιμάνι των δακρύων
- 1929 Αστέρω
- 1929 Η Μπόρα
- 1930 Απάχηδες των Αθηνών
- 1930 Φίλησέ με Μαρίτσα
- 1932 Έξω φτώχεια